# C. Auguste Dupin
C. Auguste Dupin is een fictieve figuur in drie verhalen van de Amerikaanse schrijver Edgar Allan Poe: The murders in the Rue Morgue (De moorden in de Rue Morgue; 1841), The mystery of Marie Rogêt (Het raadsel van Marie Rogêt; 1842) en The purloined letter (De gestolen brief; 1844)
C. Auguste Dupin is een Fransman die door zijn grote analytische gaven misdaden kan oplossen, zuiver door logisch te redeneren. Poe was met deze verhalen de grondlegger van het moderne detectiveverhaal. Het voorbeeld werd onder meer nagevolgd door Arthur Conan Doyle en Agatha Christie.
Met name de Sherlock-Holmesverhalen van Conan Doyle vertonen veel overeenkomsten met de verhalen over C. Auguste Dupin. Evenals de Holmesverhalen later, worden de verhalen over C. Auguste Dupin verteld door een - in dit geval naamloze - huisgenoot die verslag doet van hetgeen hij met zijn scherpzinnige vriend meemaakt. 
C. Auguste Dupin heeft een grote hekel aan daglicht. De luiken van zijn Parijse appartement zijn overdag gesloten. Hij leeft voornamelijk 's nachts. Van hem wordt verder verteld dat hij geen vrienden heeft - zelfs niemand kent - en leeft van de bescheiden nalatenschap van zijn vader.
Het verhaal The purloined letter werd in artikelen van zowel Jacques Lacan als Jacques Derrida gebruikt om er hun taalfilosofie mee te illustreren.